# Гавриловка (Абдулинський міський округ)
Гаври́ловка (рос. Гавриловка) — присілок у складі Абдулинського міського округу Оренбурзької області, Росія.

## Населення
Населення — 38 осіб (2010; 62 у 2002).
Національний склад (станом на 2002 рік):
- мордва — 75 %